# Кайрос (видавництво)
«Ка́йрос» (з грецької — благодатний час) — видавництво, засноване 1993 року при Київському коледжі Католицької Теології св. Томи Аквінського (сьогодні — Інститут релігійних наук святого Томи Аквінського в м. Києві, під патронатом Папського університету св.Томи Аквінського). Своїм декретом від 23 листопада 1993 року єпископ Києво-Житомирський Ян Пурвінський наділив Коледж видавничими правами. 19 січня 1994 року видавництво Коледжу передане Ордену Проповідників.

## Основні видання
- «Католицький Вісник» (всеукраїнський католицький двотижневик, видається з 1 листопада 1993 року)
- журнал «Проповідник» (щомісячний катехетично-формаційний додаток до газети, станом на 2008 р. не випускається)
- Бюлетень релігійної інформації (виходив раз на місяць, станом на 2008 р. не випускається)

Крім того, за ці роки видавництво «Кайрос» випустило українською та російською мовами багато книжок євангелізаційного та катехетичного характеру. У 1999 році було здійснено унікальне видання — «Церква Христова. 1920—1940 роки. Переслідування християн у СРСР» (мартиролог осіб, що переслідувались за віру в роки радянської влади).
У 2000 році у видавництві «Кайрос» (спільно з видавництвом «Свічадо») вийшов український переклад Енцикліки Івана Павла II «Fides et Ratio» («Віра і Розум»).
У 2008 році вийшов Компендіум соціальної доктрини Церкви. Український переклад компендіуму підготувала комісія Папської ради «Справедливість та мир» Української греко-католицької церкви та видавництво отців-домініканців «Кайрос» з благословення конференції римо-католицьких єпископів в Україні та синоду єпископів УГКЦ.